# Dia Internacional do Gato
O Dia Internacional do Gato é comemorado todo ano no dia 8 de agosto. A data foi criada em 2002 pelo Fundo Internacional para o Bem-Estar Animal. Com o objetivo de conscientizar sobre os cuidados com os gatos e mostrar maneiras de ajudá-los e protegê-los.
Em 2020, a responsabilidade pela celebração do Dia Internacional do Gato passou para a International Cat Care, uma organização sem fins lucrativos britânica que, desde 1958, se trabalha para melhorar a saúde e o bem-estar dos gatos domésticos em todo o mundo.